# Tanaorhinus subsignita
Tanaorhinus subsignita là một loài bướm đêm trong họ Geometridae.